# Франческо II д’Эсте
Франческо II д’Эсте (итал. Francesco II d'Este; 6 марта 1660, Модена — 6 сентября 1694, Сассуоло) — герцог Модены и Реджио с 1662 года, сын герцога Альфонсо IV д’Эсте и Лауры Мартиноцци.

## Биография
Франческо II д’Эсте родился 6 марта 1660 года в Модене, столице одноимённого герцогства, и была вторым, но единственным выжившим сыном и младшим ребёнком из троих детей в семье герцога Альфонсо IV д’Эсте и мазаринетки Лауры Мартиноцци. Отец мальчика заболел туберкулёзом за пару лет до его рождения и умер в 1662 году, когда Франческо было всего два года. Со смертью отца мальчик стал герцогом Модены и Реджио, а его мать Лаура стала регентом при малолетнем сыне. Лаура воспитывала детей в строгости и особое внимание уделяла их образованию. Большую часть года маленький принц с сестрой Марией проводил в Модене, однако на лето герцогская семья переезжала в пригородный дворец в Сассуоло в десяти милях юго-западнее столицы.
Регентство Лауры Мартиноцци продолжалось до 1674 года. Строгая и благочестивая, вдовствующая герцогиня пыталась исправить тяжёлое финансовое положение государства, впрочем, не отказываясь от дорогостоящего строительства дворцов и церквей.
C 1674 года на нерешительного молодого герцога стал оказывать заметное влияние представитель младшей линии семьи д’Эсте — волевой и амбициозный Чезаре Игнацио (1653—1713), маркиз Монтеккьо. Изменившаяся политическая ситуация при дворе заставила герцогиню Лауру сложить с себя регентство и удалиться в Рим.
Герцог Франческо II был щедрым покровителем музыкантов. С детства он обучался игре на скрипке, и специально для него был возрождён придворный оркестр. Герцогским капельмейстером в этот период являлся известный скрипач и композитор Джованни Мария Бонончини (1642—1678), глава этой семьи, давшей ещё несколько заметных итальянских музыкантов эпохи барокко (см. Бонончини). В 1689—1690 годах при моденском дворе работал известный композитор Арканджело Корелли, посвятивший Франческо II op. 3 трио-сонаты (Рим, 1689).
Во внешних делах Моденское герцогство при Франческо II всё больше старалось соблюдать нейтралитет, нежели слепо следовать в фарватере политики Людовика XIV. В некоторых вопросах мнение французского короля просто игнорировалось, как, например, при заключении брака между моденской принцессой Марией Катериной, сестрой Чезаре Игнацио, и принцем Савойско-Кариньянским Эммануилом-Филибертом. Король Людовик XIV желал видеть в качестве супруги принца Кариньян французскую принцессу, учитывая тогдашнее положение Эммануила-Филиберта (он являлся ко всему прочему наследником Савойского герцогства). К неудовольствию Версаля брак всё же состоялся в 1684 году.
Подобно своему отцу, Франческо II был болезненным человеком, страдая от подагры и полиартрита, что и привело к его ранней смерти в возрасте 34 лет в 1694 году.

## Брак
Ради укрепления франко-моденского союза обеими сторонами некоторое время рассматривался вариант брака между герцогом Франческо и представительницей Лотарингского дома принцессой Беатрисой Иеронимой Лотарингской, дочерью принца де Лилльбонн. Брак не состоялся, равно как оказались тщетными поиски других престижных партий для герцога. В итоге был выбран ставший уже обычным близкородственный союз.
14 июля 1692 года в Парме Франческо II женился на принцессе Маргарите Марии Фарнезе, своей двоюродной сестре, дочери герцога Пармы и Пьяченцы Рануччо II и Изабеллы д’Эсте. По этому поводу пармским придворным композитором Франческо Антонио Пистокки была создана оратория «Мученичество святого Адриано». Брак остался бездетным, и новым герцогом Модены и Реджио стал дядя Франческо II, кардинал Ринальдо д’Эсте.